# 高橋国一郎
高橋 国一郎（たかはし くにいちろう、1921年（大正10年）8月2日 - 2013年（平成25年）4月18日）は、昭和から平成時代の土木工学者。内務技師、建設技監。建設事務次官。日本道路公団総裁。

## 経歴
新潟県柏崎市出身。1944年（昭和19年）東京帝国大学工学部土木科を卒業後、内務省（土木局）に入る。
1945年（昭和20年）秋に復員し関東土木出張所に勤務。1950年（昭和25年）五十里ダム出張所長、1956年（昭和31年）関東地建4号国道、1958年（昭和33年）東京国道の両工事事務所長、1964年（昭和39年）高速道路課高速道路調査室長、1966年（昭和41年）地方道課長、国道第一課長、1970年（昭和45年）道路局長、1972年（昭和47年）建設技監、1974年（昭和49年）建設事務次官、1976年（昭和51年）日本道路公団副総裁、1978年（昭和53年）総裁を経て、1986年（昭和61年）辞任した。
その後、日本道路協会会長、道路審議会会長、土木学会会長を務めた。

## 受賞
- 1992年（平成4年） - 土木学会功績賞[1]